# Llista de Creus de Sant Jordi/2019/Persones

#### Persones
Informació actualitzada per un bot. Els canvis manuals es perdran quan s'actualitzi!
| Persona                        | Wikidata  | Descripció                                                         | Ocupació                                              | Imatge |
| ------------------------------ | --------- | ------------------------------------------------------------------ | ----------------------------------------------------- | ------ |
| Lionel Messi                   | Q615      | jugador de futbol argentí                                          | futbolista                                            |        |
| Núria de Gispert i Català      | Q171194   | política catalana                                                  | polític advocat                                       |        |
| Ivo Vajgl                      | Q685146   | polític eslovè                                                     | polític periodista diplomàtic                         |        |
| Benedetta Tagliabue            | Q727525   | arquitecta italiana                                                | arquitecte                                            |        |
| Ernest Benach i Pascual        | Q3041132  | polític català                                                     | professor d'universitat comunicador polític           |        |
| Joan Rigol i Roig              | Q3068213  | polític català                                                     | polític                                               |        |
| Josep Pla-Narbona              | Q9013316  | artista i dissenyador gràfic català                                | pintor dissenyador escultor il·lustrador fotògraf     |        |
| Antoni Vidal Miquel            | Q11905991 | fotògraf menorquí                                                  | fotògraf                                              |        |
| Biel Majoral                   | Q11909334 | músic mallorquí                                                    | polític filòleg músic professor de català             |        |
| Gemma Rigau i Oliver           | Q11923950 | filòloga catalana                                                  | lingüista filòleg catedràtic escriptor                |        |
| Lluís Juste de Nin             | Q11933625 | dissenyador, dibuixant i guionista                                 | dibuixant dissenyador guionista                       |        |
| Maria Carme Junyent Figueras   | Q11935427 | lingüista catalana                                                 | lingüista escriptor activista professor d'universitat |        |
| Núria Picas i Albets           | Q15110703 | ultrafondista i política catalana                                  | corredor d'ultramaratons bomber polític               |        |
| Lluís Albert i Rivas           | Q16163289 | musicòleg i compositor català                                      | empresari musicòleg compositor                        |        |
| Josep González i Sala          | Q17030869 | empresari català                                                   | empresari                                             |        |
| Joaquim Rafel i Fontanals      | Q19256783 | lingüista espanyol                                                 | lingüista                                             |        |
| Jaume Antoni Terradas i Serra  | Q19289073 | biòleg, ecòleg i escriptor                                         | ecòleg investigador                                   |        |
| Carme Giralt i Rosés           | Q63396802 | educadora i escolta                                                | educador                                              |        |
| Joana Amat Amigó               | Q63413584 |                                                                    | empresari                                             |        |
| Montserrat Andreu Teixidó      | Q63413585 | mestra fundadora de l'escola Virolai                               | pedagog                                               |        |
| Virgil Ani                     | Q63413586 | professor, especialista en Dant                                    | professor d'universitat traductor dantista            |        |
| Carles Furriols i Solà         | Q63413587 | metge impulsor de la Fundació Trueta                               | activista metge                                       |        |
| Montserrat Juvanteny Juvanteny | Q63413590 | educadora social i activista catalana                              | activista educador social                             |        |
| Núria Marín García             | Q63413592 | mestra directora de l'Escola Mare de Déu de Montserrat de Terrassa | professor                                             |        |
| Mercè Otero Vidal              | Q63413594 | filòloga i feminista catalana                                      | professor d'universitat                               |        |
| Albert Peters                  | Q63413595 | empresari alemany                                                  |                                                       |        |
| Núria Quadrada i Damont        | Q63413597 |                                                                    | professor de dansa                                    |        |
| Montserrat Úbeda i Pla         | Q63413601 | llibretera i activista cultural catalana                           | llibreter activista cultural                          |        |
| Fina Rubio Serrano             | Q63921681 | antropòloga i activista catalana                                   | antropòleg activista                                  |        |